# 何塞·马里亚·埃斯特万
何塞·马里亚·埃斯特万（西班牙語：José María Esteban，1954年5月27日—），西班牙男子皮划艇运动员。他曾代表西班牙参加1972年和1976年夏季奥林匹克运动会皮划艇比赛，其中1976年奥运会获得一枚银牌。